# The Big Unit
The Big Unit – pierwszy wspólny album amerykańskich raperów Slim Thuga i Lil’ Keke’a. Został wydany w 2003 roku nakładem wytwórni Noddfactor Entertainment.

## Lista utworów
| #  | Tytuł                  | Goście                   | Czas |
| -- | ---------------------- | ------------------------ | ---- |
| 1  | Intro                  |                          | 0:59 |
| 2  | Dirty                  | DJ DMD                   | 4:16 |
| 3  | Ain't Nothin' Like     |                          | 4:51 |
| 4  | Southern Nigga         | 8Ball                    | 4:50 |
| 5  | Practice (Skit)        |                          | 0:30 |
| 6  | Weak Talk              |                          | 4:03 |
| 7  | Gangstas               |                          | 3:59 |
| 8  | Bout That              |                          | 3:38 |
| 9  | Fake Niggaz            |                          | 2:18 |
| 10 | Point 'Em Out          |                          | 4:28 |
| 11 | Make It Touch Da Floor | Tela                     | 4:53 |
| 12 | My Life                |                          | 4:48 |
| 13 | Oh Buddy               | Bun B                    | 3:32 |
| 14 | In Da Club             | Killa Kyleon & Sir Daily | 4:00 |
| 15 | This Is How We Do      | Late Nite Magic          | 4:25 |
| 16 | Noddfactor             |                          | 3:37 |
| 17 | Outro                  |                          | 1:01 |